# Stenoptilia bassii
Stenoptilia bassii is een vlinder uit de familie vedermotten (Pterophoridae). De wetenschappelijke naam is voor het eerst geldig gepubliceerd in 2002 door Arenberger.
De soort komt voor in Europa.